# 모니크 (배우)
모니크(Mo'Nique, 1967년 12월 11일 ~ )는 미국의 희극인, 배우이다.

## 출연 작품

### 영화
- 하프 패스트 데드 (2002)
- 가필드 (2004)
- 도미노 (2005)
- 프레셔스 (2009)
- 딜리버런스 (2024)

### 텔레비전
- 더 프라우드 패밀리 (2002)
- 버니 맥 쇼 (2004)
- 닙턱 (2006)
- 어글리 베티 (2007)

### TV 애니메이션
- 러그래츠 (2006)
- 분덕스 (2007)